# Hidrartrose

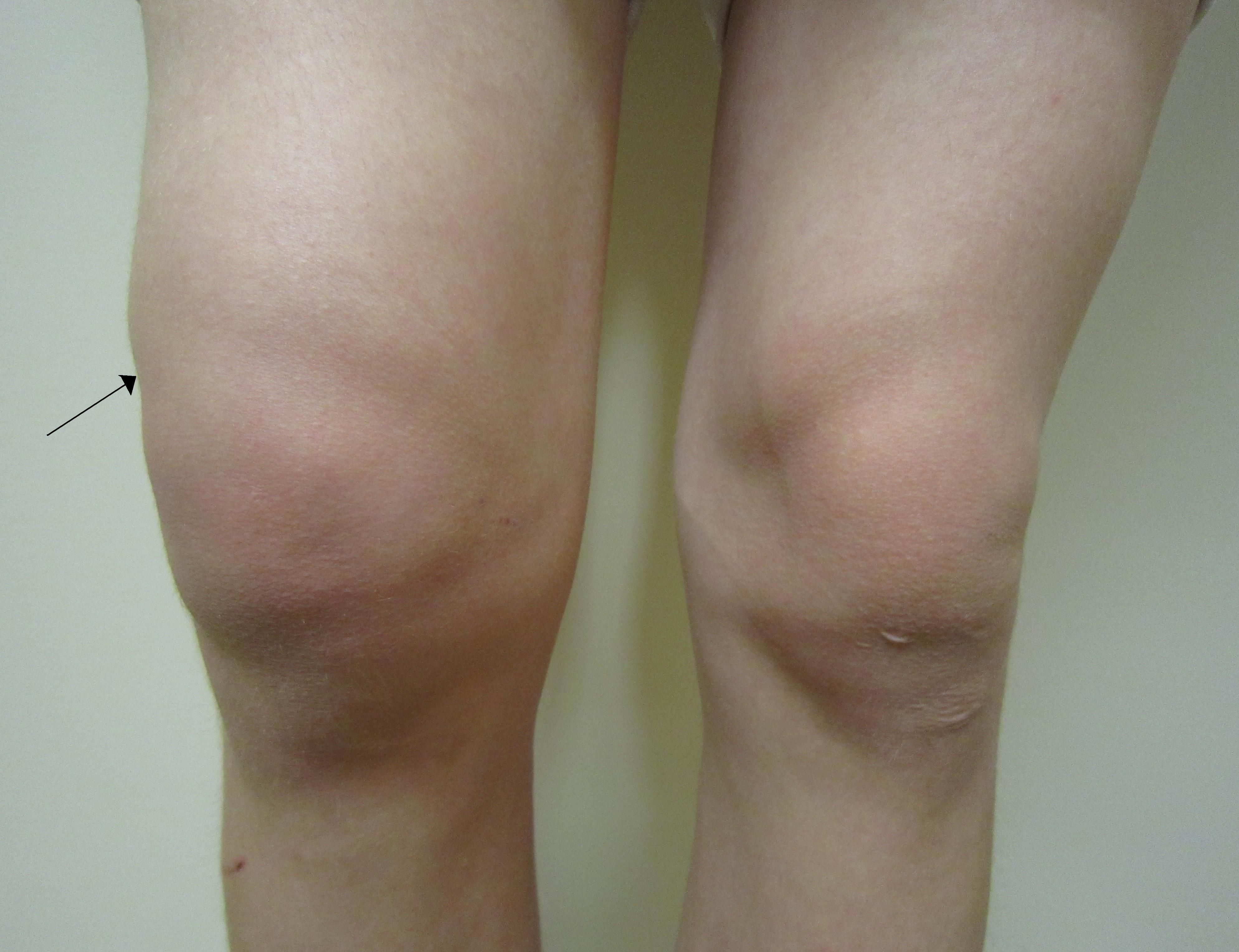
Hidrartrose no joelho.

Hidrartrose é a acumulação anormal de líquido seroso numa articulação, geralmente no joelho. O sintoma pode ter várias causas, incluindo traumatismo, inflamação, infeções ou doenças hematológicas.